# Какенсторф
Какенсторф (нем. Kakenstorf) — община в Германии, в земле Нижняя Саксония.
Входит в состав района Харбург. Подчиняется управлению Тоштедт. Население составляет 1411 человек (на 31 декабря 2010 года). Занимает площадь 38,71 км².